# Piedras Blancas (Mendoza)
Piedras Blancas es una localidad ubicada en el distrito Potrerillos, departamento Luján de Cuyo, provincia de Mendoza, Argentina. 
Es la más austral de las localidades que componen Las Vegas, ubicándose 2 km al sur del centro de la misma, encontrándose a la vera del arroyo Las Mulas. Se pretende colocar en este arroyo microgeneradores de energía para abastecer la demanda eléctrica del lugar.
Se desarrolla a lo largo de la quebrada del río Blanco, en una zona turística de alto crecimiento. Dentro de la quebrada, Piedras Blancas es una de las aglomeraciones de mayor crecimiento, causando trastornos la edificación acelerada que no respeta la normas de construcción.